# René Pinto
René Alfonso Pinto Cofré (Santiago, Chile, 18 de mayo de 1965) es un exfutbolista chileno. Jugaba como delantero.

## Trayectoria

### Como futbolista
Producto de las divisiones inferiores de Colo-Colo, comenzó su carrera profesional en 1985. Es recordado por haber sido cedido gratuitamente por el club Colo-Colo a Alianza Lima en 1988, tras la Tragedia aérea del Fokker en Ventanilla, Perú, junto al arquero José Letelier, el defensa Parcko Quiroz y el volante Francisco Huerta, todos de la tienda del Cacique. Este gesto destacó en una gran amistad entre los clubes, tanto entre barristas como dirigencialmente. La cesión era por 3 meses, pero él se quedó en Perú por todo el año, debutando por Los Íntimos el 3 de enero de 1988 ante Coronel Bolognesi, teniendo como compañero a Teófilo Cubillas.
Luego de una nueva cesión a Everton,en 1990 regresó a Alianza Lima, dejando el conjunto peruano a fines de la temporada 1991. De regreso en Chile, jugó en 1991 para Deportes Linares y las dos siguientes temporadas en Audax Italiano. Se retiró del fútbol a los 28 años a fines de 1993.

## Selección nacional
Participó en los Juegos Panamericanos de 1987 donde el equipo chileno logró la medalla de plata al caer derrotado por 2-0 en la prórroga ante Brasil.

### Participaciones en Juegos
| Juegos                             | Sede           | Resultado        |
| ---------------------------------- | -------------- | ---------------- |
| Panamericanos de Indianápolis 1987 | Estados Unidos | Medalla de Plata |

## Clubes
| Club                    | País  | Año       |
| ----------------------- | ----- | --------- |
| Colo-Colo               | Chile | 1985-1989 |
| → Alianza Lima (Cedido) | Perú  | 1988      |
| → Everton (Cedido)      | Chile | 1989      |
| Alianza Lima            | Perú  | 1990-1991 |
| Deportes Linares        | Chile | 1991      |
| Audax Italiano          | Chile | 1992-1993 |

## Palmarés

### Copas internacionales
| Título                            | Club (*)                     | País           | Año  |
| --------------------------------- | ---------------------------- | -------------- | ---- |
| Medalla de plata en Panamericanos | Selección de fútbol de Chile | Estados Unidos | 1987 |

(*) Incluyendo la Selección